# هندی‌ها در چین
هندی‌ها در چین (انگلیسی: Indians in China) شامل افراد هندی که شهروند چین هستند و افراد با شهروندی چین که اصالت هندی دارند، می شوند. هندی ها در چین مهاجران از هند به چین و فرزندان آنها هستند. از نظر تاریخی ، هندی ها نقش عمده ای در انتشار بودیسم در چین داشتند. در دوران مدرن ، یک جمعیت دیرینه از هندی ها که در هنگ کنگ زندگی می کنند ، غالباً برای فرزندان با چندین نسل قبل خود و با جمعیت فزاینده دانش آموزان ، تجار و کارمندان در سرزمین اصلی چین زندگی می کنند.